# Chayagasaka (métro de Nagoya)
Chayagasaka (茶屋ヶ坂駅, Chayagasaka-eki) est une station du métro de Nagoya sur la ligne Meijō dans l'arrondissement de Chikusa à Nagoya.

## Situation sur le réseau
La station Chayagasaka est située au point kilométrique (PK) 11,5 de la ligne Meijō.

## Histoire
La station a été inaugurée le 13 décembre 2003.

## Services aux voyageurs

### Accès et accueil
La station est ouverte tous les jours.

### Desserte

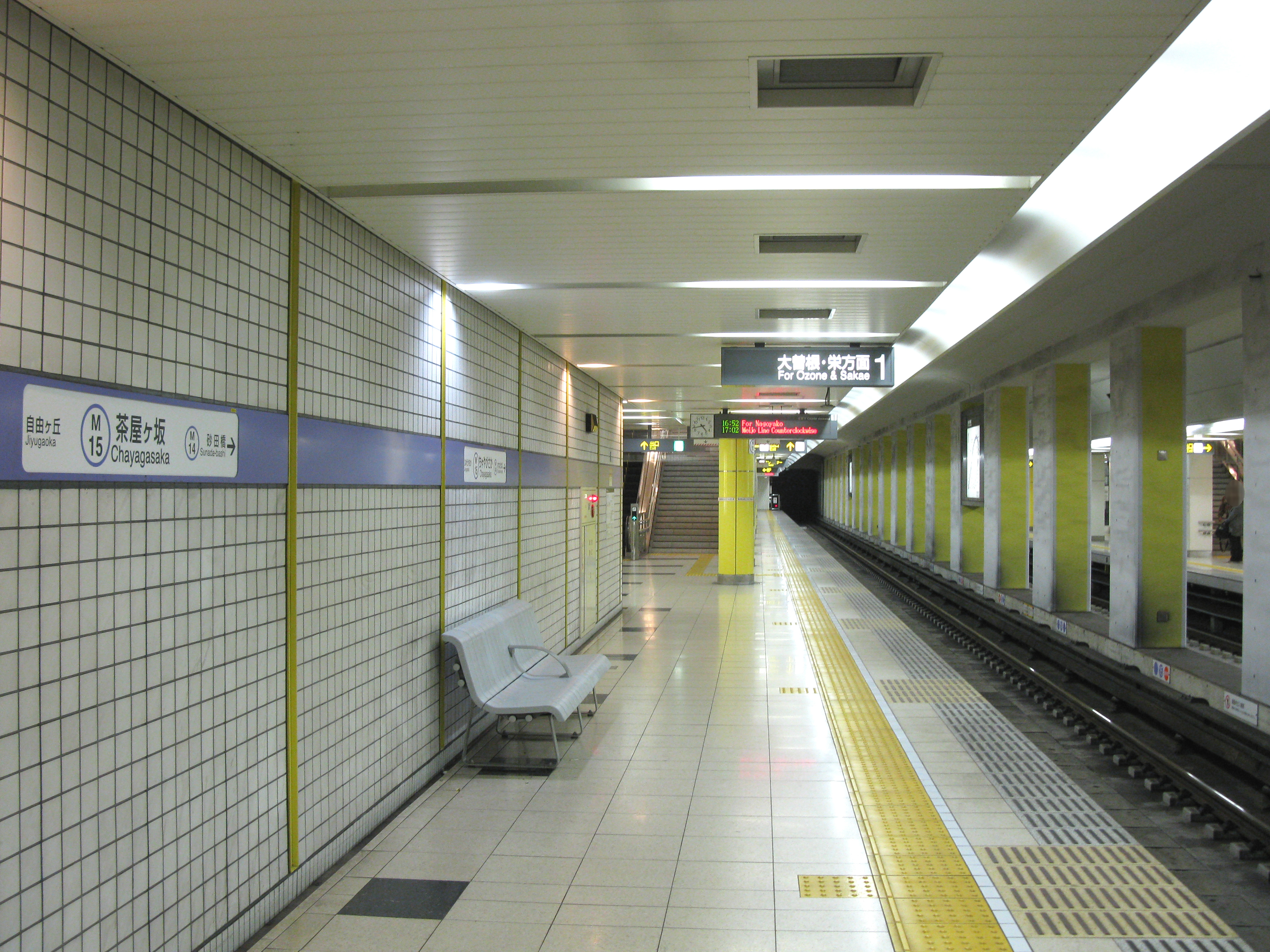
Vue du quai de la ligne Meijō.

- Ligne Meijō :
  - voie 1 : direction Sakae
  - voie 2 : direction Yagoto